# Amalda bullioides
Amalda bullioides is een slakkensoort uit de familie van de Olividae. De wetenschappelijke naam van de soort is voor het eerst geldig gepubliceerd in 1864 door Reeve.